# Esuperanzio (prefetto del pretorio)
Esuperanzio (latino: Exuperantius; ... – Arles, 424) fu un politico dell'Impero romano d'Occidente, Prefetto del pretorio delle Gallie nel 424.

## Biografia
Nativo di Lemonum (l'odierna Poitiers, in Francia), nella provincia della Gallia Aquitania, aveva un figlio di nome Palladio, che studiava legge, ed era imparentato col politico e poeta Claudio Rutilio Namaziano.
È proprio Namaziano, nel suo poema De reditu suo, a registrare la presenza di Esuperanzio in Armorica nel 417, col compito di riportare l'ordine nella zona, colpita da alcune sommosse sociali o dall'occupazione barbarica; è probabile che in questa occasione ricoprisse la carica di vicarius Galliarum, o che operasse come privato.
Morì ad Arelate (Arles) nel 424, dove ricopriva la carica di Prefetto del pretorio delle Gallie, ucciso da soldati rivoltosi legati all'usurpatore Giovanni Primicerio.